# Nieuwe Maas
De Nieuwe Maas (vroeger beschouwd als deel van de Merwe) is een getijrivier waaraan de steden Rotterdam, Schiedam en Vlaardingen zijn gelegen. De rivier ontstaat bij Slikkerveer uit de samenvloeiing van de Lek en de Noord en eindigt 24 kilometer westelijker bij Vlaardingen, vanwaar zij samengaat met de Oude Maas en via het Scheur en ten slotte vanaf de Maeslantkering via de Nieuwe Waterweg verder naar de Noordzee stroomt. De voornaamste zijrivier is de Hollandse IJssel die zich 4 kilometer van het begin, bij Kralingseveer, bij de Nieuwe Maas voegt. Westelijker zijn er de Rotte en de Schie.

## Naam
Hoewel de naam van de rivier het woord "Maas" in zich heeft, is de Nieuwe Maas feitelijk een belangrijke mondingsarm van de Rijndelta en is de invloed van de Maas op de Nieuwe Maas altijd relatief klein geweest. Dit in tegenstelling tot de enigszins parallel stromende Oude Maas, die tot 1904 van groter belang is geweest voor de afvoer van de Maas (en tot 1273 zelfs de hoofdmonding vormde van deze rivier). Hoewel de oorspronkelijke monding van de rivier vanouds bekendstaat als de Maasmonding en Rotterdam bekendstaat als "de Maasstad", wordt de regio rondom de rivier als Rijnmond aangeduid, hetgeen feitelijk juister is.

## Historie

Oeververbindingen over onder andere de Nieuwe Maas

In de Middeleeuwen werd de rivier beschouwd als de benedenloop van de Merwede en werd de Nieuwe Maas door de lokale bevolking Merwe genoemd. De rivier vormde samen met de Maas een brede monding (in de Romeinse Tijd Helinium genoemd). In de Middeleeuwen veranderde de loop van de Maas hier echter meermalen. Resultaat daarvan was de Maasloop door het huidige Botlekgebied, langs Brielle naar de Noordzee. Steden als Vlaardingen, Schiedam en Rotterdam verloren daardoor hun goede verbinding met de Noordzee. Bovendien veranderde de Merwede zijn loop: na de Sint-Elizabethsvloed werd het grootste deel van het water van de Merwede (gevoed door de Rijn via de Waal, maar ook door de Maas) tussen Dordrecht en Werkendam in zuidwestelijke richting geleid (door de Biesbosch), weg van de toenmalige Maasmonding.
Het gevolg was dat de Maasmond steeds meer verzandde, hetgeen het scheepvaartverkeer nog eens extra bemoeilijkte. Daarom werd in 1830 het Kanaal door Voorne aangelegd. Dat bood echter maar tijdelijk soelaas. De verzanding van de monding van het Scheur zowel als de Nieuwe Maas en de geringe breedte van het Kanaal door Voorne leidden ertoe dat de bereikbaarheid van deze havensteden in gevaar kwam. Daarom werd ten behoeve van de scheepvaart tussen 1866 en 1872 de Nieuwe Waterweg gegraven. De oorspronkelijke monding van de (Nieuwe en Oude) Maas (daar ook Brielse Maas genoemd) werd in 1950 bij Oostvoorne afgedamd. De vroegere loop is nog te herkennen aan de Botlek en het Brielse en Oostvoornse Meer.
Het Scheur boog vroeger bij van de Maeslantkering naar het zuiden af, om via wat nu het Oostvoornse Meer is, in zee uit te monden. Bij de aanleg van de Nieuwe Waterweg, de doorgraving van de duinen over een lengte van ca. 4,3 km, werd het Scheur afgedamd. Dit verzande deel van het Scheur stond vóór die tijd ook wel bekend als Pan of Krim.

## Bruggen en tunnels
De Nieuwe Maas doorkruist een van de dichtstbevolkte gebieden van Nederland en is dan ook op veel plaatsen overbrugd of ondertunneld. Van oost naar west (cursief: voormalig en de nummers in het overzicht corresponderen met de nummers op het kaartje rechts):
| Nr.: | Rkm:   | Naam:               | Soort:                                                 | Traject:                                                                                        | Afbeelding: |
| ---- | ------ | ------------------- | ------------------------------------------------------ | ----------------------------------------------------------------------------------------------- | ----------- |
| 5    | 995,1  | Van Brienenoordbrug | verkeersbrug (boogbrug)                                | Rotterdam - Breda                                                                               |             |
| 4    | 999,8  | Willemsbrug         | verkeersbrug (tuibrug)                                 | Centrum - Rotterdam Zuid (Brugweg)                                                              |             |
| 4    | 999,9  | Willemsspoortunnel  | spoortunnel                                            | Rotterdam - Breda (Staatslijn I)                                                                |             |
| 4    | 999,9  | Willemsspoorbrug    | spoorbrug (vakwerkbrug)                                | Brug gesloopt in 1994                                                                           |             |
| 3    | 1000,9 | Metrotunnel         | metro                                                  | Metrolijn Centraal Station - De Akkers Metrolijn Den Haag Centraal - Slinge                     |             |
| 3    | 1000,9 | Erasmusbrug         | verkeersbrug met trambaan (tuibrug)                    | Centrum - Kop van Zuid (Schiedamsedijk/Posthumalaan) Tramlijn 20 Centraal Station - IJsselmonde |             |
| 2    | 1002,5 | Maastunnel          | verkeerstunnel fiets- en voetgangerstunnel             | Centrum - Rotterdam-Zuid                                                                        |             |
| 1    | 1009,1 | Beneluxtunnel       | verkeerstunnel metrotunnel fiets- en voetgangerstunnel | Amsterdam - Bergen op Zoom Metrolijn De Terp - De Akkers Schiedam - Pernis                      |             |

Langs de rivier bevindt zich een omvangrijk haven- en industriegebied, vooral aan de zuidkant. Waterbus route 1 gaat over de Nieuwe Maas en de Noord.

## Galerij

Nieuwe Maas
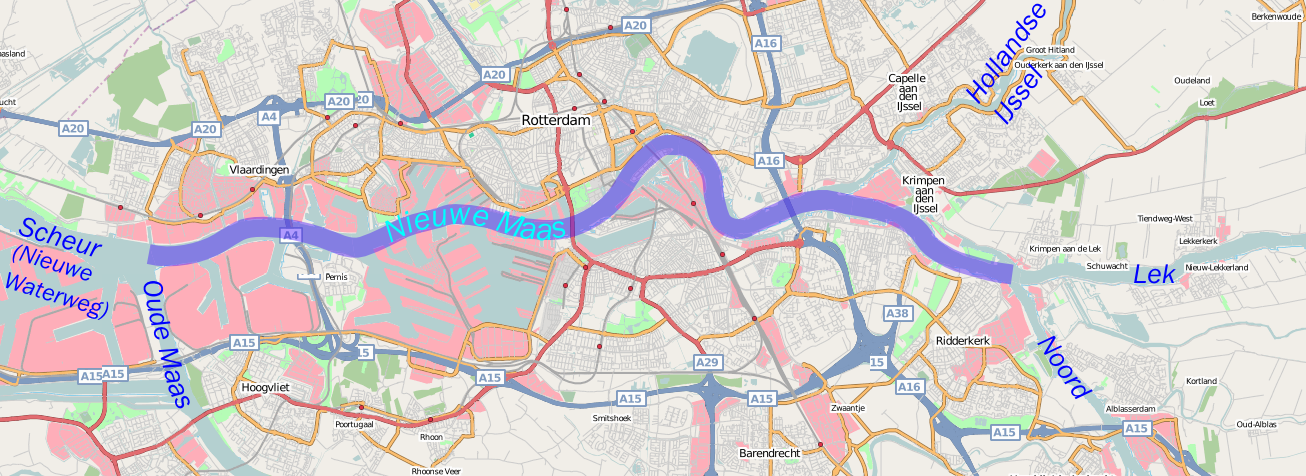
Detailkaart Nieuwe Maas
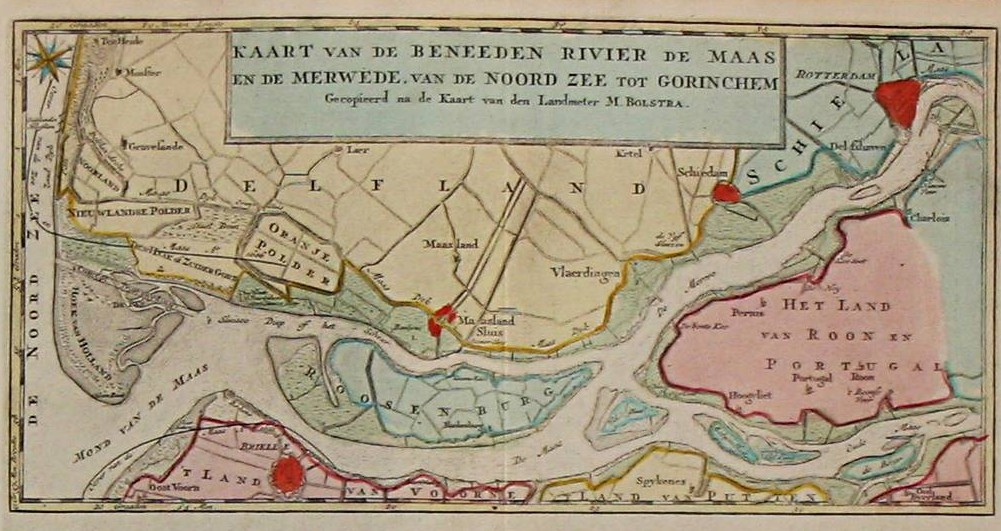
Kaart van de Nieuwe Maas (hier Merwede genoemd) uit de 18de eeuw
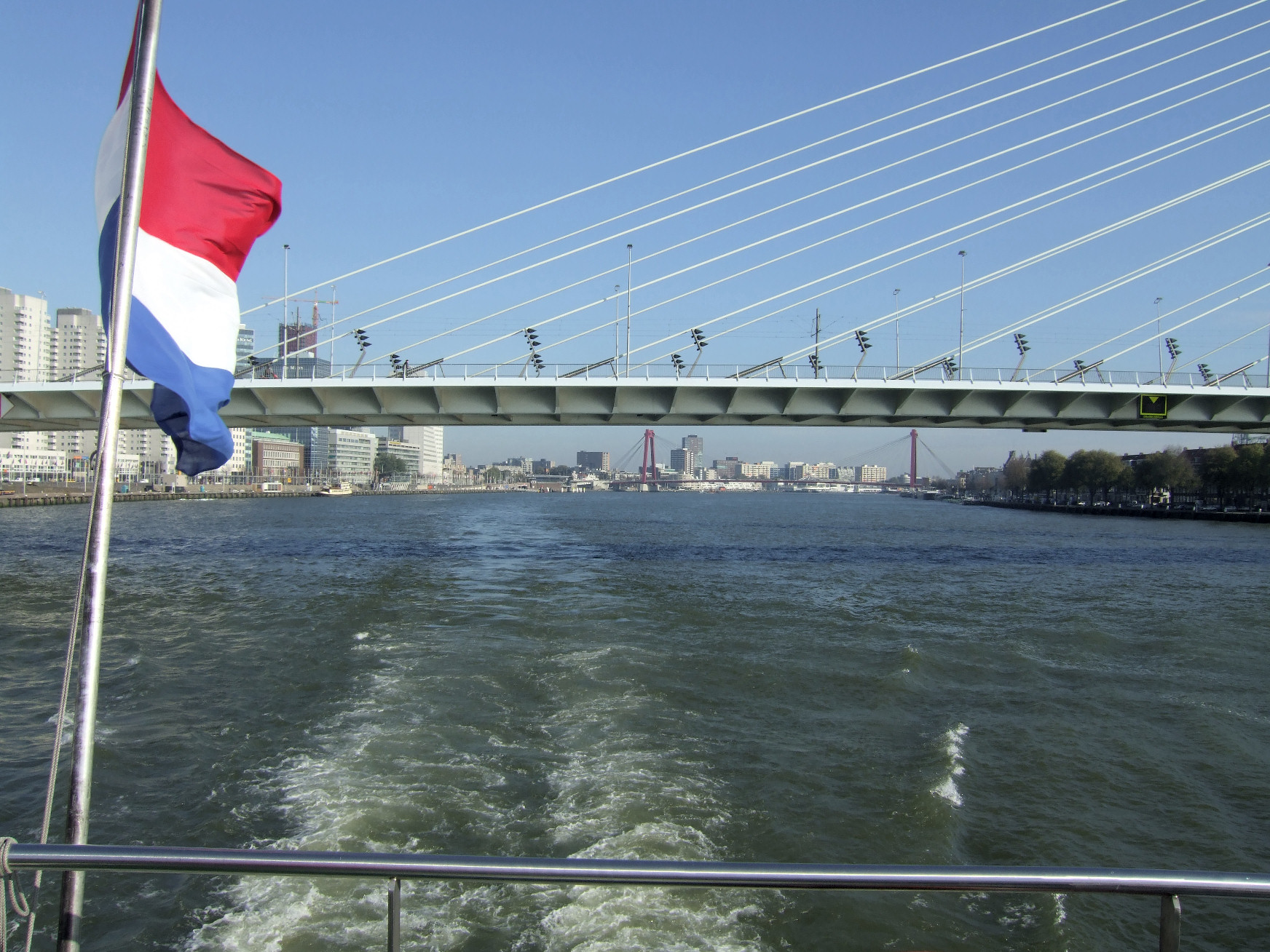
Nieuwe Maas in Rotterdam; op de voorgrond de Erasmusbrug, op de achtergrond de Willemsbrug
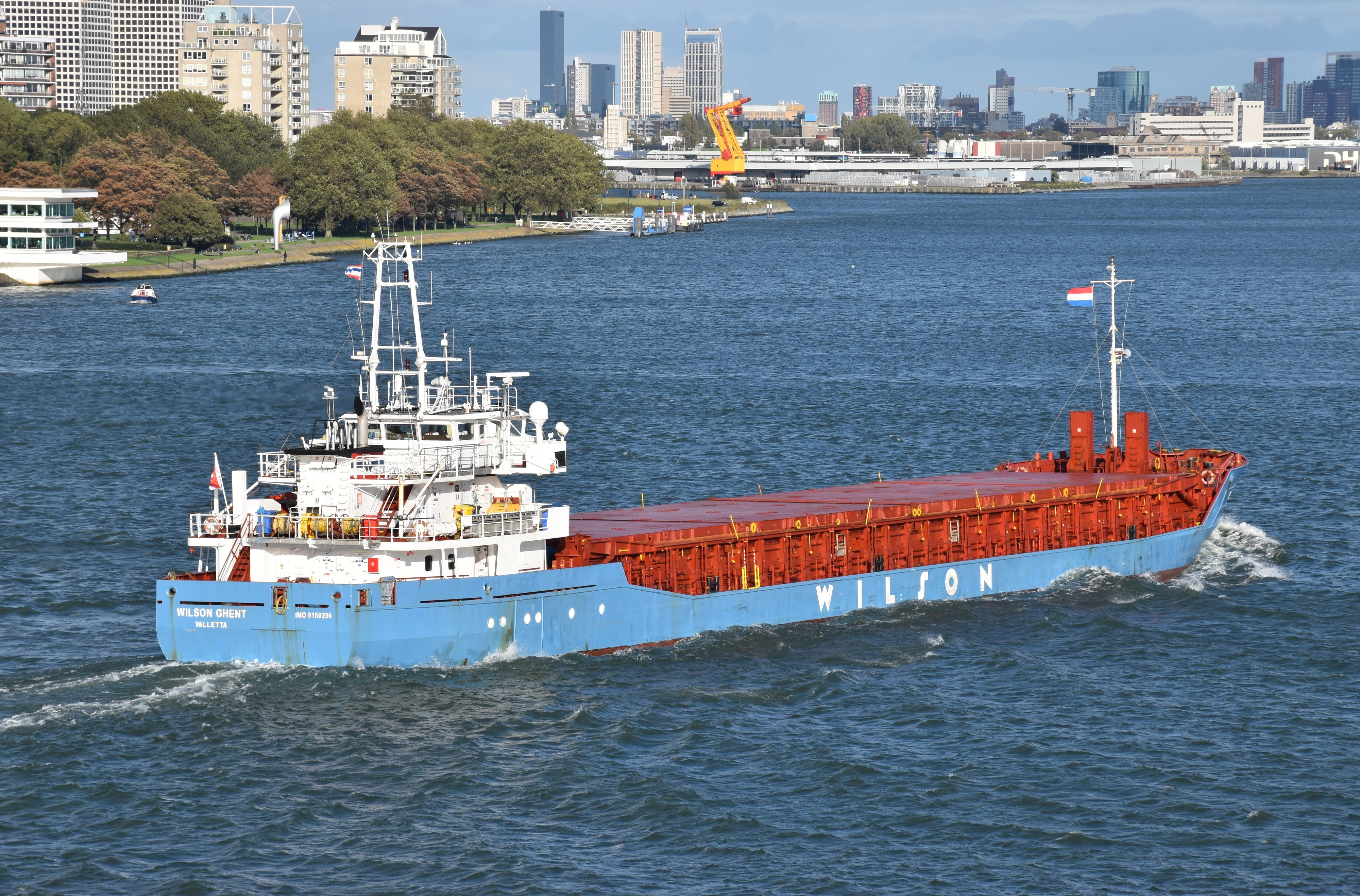
ms Wilson Ghent op de Nieuwe Maas t.h.v. Vlaardingen